# Långtjärnen (Storsjö socken, Härjedalen, 697265-137609)
Långtjärnen är en sjö i Bergs kommun i Härjedalen och ingår i Ljungans huvudavrinningsområde. Sjön har en area på 0,102 kvadratkilometer och ligger 536,6 meter över havet.

## Delavrinningsområde
Långtjärnen ingår i det delavrinningsområde (697425-137544) som SMHI kallar för Mynnar i Ytter-Grucken. Medelhöjden är 588 meter över havet och ytan är 14,68 kvadratkilometer. Räknas de 32 avrinningsområdena uppströms in blir den ackumulerade arean 219,1 kvadratkilometer. Rövran som avvattnar avrinningsområdet har biflödesordning 2, vilket innebär att vattnet flödar genom totalt 2 vattendrag innan det når havet efter 295 kilometer. Avrinningsområdet består mestadels av skog (83 procent). Avrinningsområdet har 0,19 kvadratkilometer vattenytor vilket ger det en sjöprocent på 1,3 procent.